# Siegfried Seibold
Siegfried Seibold (* 12. August 1959 in Bad Reichenhall) ist ein ehemaliger deutscher Ringer. Er war deutscher Meister 1983 und 1986 im griechisch-römischen Stil im Mittelgewicht.

## Werdegang
Siegfried Seibold begann als Jugendlicher mit dem Ringen. Er gehörte dem AC Bad Reichenhall an und rang ausschließlich im griechisch-römischen Stil. Bei einer Größe von 1,80 Metern stand er zunächst im Weltergewicht, wuchs aber bald in das Mittelgewicht hinein.
1977 wurde er deutscher A-Jugendmeister (intern. Bezeichnung „Juniors“) im Weltergewicht und 1979 deutscher Juniorenmeister (Espoirs) im Mittelgewicht. 1980 startete er erstmals bei einer deutschen Meisterschaft der Senioren, musste sich im Mittelgewicht aber noch den Routiniers Kurt Spaniol aus Köllerbach und Hans-Joachim Klötzing vom KSV Witten 07 beugen. Im gleichen Jahr wurde er bei der Meisterschaft der Europäischen Gemeinschaft in Sønderborg/Dänemark eingesetzt und gewann dort überraschend den Titel vor Klaus Mysen aus Norwegen und Kaj Jägersgaard aus Dänemark.
1982 belegte er bei der deutschen Meisterschaft hinter Kurt Spaniol den 2. Platz. Bei der Meisterschaft der Europäischen Union in Bazel-Kruibeke/Belgien belegte er in diesem Jahr den 2. Platz hinter Dimitrios Thanopoulos aus Griechenland. 1983 gewann Siegfried Seibold dann seinen ersten deutschen Meistertitel bei den Senioren. Er siegte im Mittelgewicht vor Kurt Spaniol und Lothar Ruch vom TuS Aldenhoven. Er startete daraufhin bei der Weltmeisterschaft 1983 in Kiew und belegte dort mit einem Sieg über Anton Marchl aus Österreich, einem Freilos und Niederlagen gegen Jarmo Övermark aus Finnland und Taimuras Abchasawa aus der UdSSR einen guten 6. Platz.
1984 wurde Siegfried Seibold hinter Lothar Ruch deutscher Vizemeister im Mittelgewicht, wurde vom Deutschen Ringer-Bund aber für die Olympischen Spiele in Los Angeles nominiert. Dort kam er zu einem Sieg über Anton Marchl, unterlag aber gegen Momir Petković aus Jugoslawien und Dimitrios Thanopoulos und landete damit auf dem 9. Platz.
Im Jahre 1985 war die Mittelgewichtsklasse bei den deutschen Meisterschaften extrem stark besetzt. Siegfried Seibold schaffte es deshalb nur den 5. Platz hinter dem Silbermedaillen-Gewinner der Olympischen Spiele von 1980 und Vize-Welt- und Vize-Europameister Jan Dolgowics, Aalen, Andreas Steinbach, Lahr-Kuhbach, Hans-Hermann Strauß, Aalen und Lothar Ruch zu belegen. Er war aber trotzdem bei der Weltmeisterschaft 1985 in Kolbotn/Norwegen am Start, verlor dort aber gegen Klaus Mysen und Jarmo Övermark und konnte sich nicht platzieren.
1986 gewann er dann seinen zweiten deutschen Meistertitel im Mittelgewicht vor Frank Weniger aus Witten, Roger Gössner vom KSV Wiesental und Andreas Steinbach. Bei der Europameisterschaft 1986 in Athen erging es ihm aber wie bei der Weltmeisterschaft 1985. Er verlor beide Kämpfe, die er zu bestreiten hatte. Ernesto Razzino aus Italien und der amtierende Weltmeister Bogdan Daras aus Polen waren die Ringer, die ihn jeweils knapp nach Punkten besiegten.
In der Folgezeit startete Siegfried Seibold bei keinen internationalen Meisterschaften mehr. Er belegte aber 1987 und 1988 bei den deutschen Meisterschaften noch jeweils den 3. Platz im Mittelgewicht, 1987 hinter Roger Gössner, der im gleichen Jahr Vize-Weltmeister wurde und Hans-Hermann Strauß und 1988 hinter Roger Gössner und Thomas Zander vom KSV Aalen, dem zukünftigen Welt- und Europameister.
Siegfried Seibold ging für seinen Verein, den AC Bad Reichenhall und später für den SV Siegfried Hallbergmoos aber noch bis zum Jahre 1995 sehr erfolgreich in der deutschen Bundesliga an den Start. Danach wirkte er im bayerischen Raum bei verschiedenen Vereinen als Trainer. Zurzeit (Saison 2010/11) ist er Cheftrainer beim Bundesligaverein SV Wacker Burghausen.

## Internationale Erfolge
| Jahr | Platz | Wettbewerb                                                     | Gewichtsklasse | |
| 1980 | 6.    | Großer Preis der Bundesrepublik Deutschland in Aschaffenburg   | Mittel         | hinter Ion Draica, Rumänien, Jan Dolgowicz, Polen, Pawel Pawlow, Bulgarien, L. Slajher, Jugoslawien u. M. Janota, CSSR         |
| 1980 | 1.    | Meisterschaft der Europäischen Union in Sønderborg/Dänemark    | Mittel         | mit Siegen über Kerpas, Großbritannien, Rock, Belgien, Hymann, Niederlande, Kaj Jägersgaard, Dänemark u. Klaus Mysen, Norwegen |
| 1981 | 2.    | Großer Preis von Österreich in Salzburg                        | Mittel         | hinter Kaj Jägersgaard, vor Georg Brötzner, Österreich u. Gregor Szcewzyk, Polen                                               |
| 1981 | 6.    | Großer Preis der BRD in Aschaffenburg                          | Mittel         | hinter Gennadi Korban, UdSSR, Jan Dolgowicz, Leif Andersson, Schweden, Toma, Ungarn u. Ion Draica                              |
| 1982 | 4.    | Großer Preis der BRD in Freiburg im Breisgau                   | Mittel         | hinter Taimuras Abchasawa, UdSSR, Kurt Spaniol, BRD u. Jan Dolgowicz, vor Momir Petković, Jugoslawien                          |
| 1982 | 2.    | Meisterschaft der Europäischen Union in Bazel-Kruibeke/Belgien | Mittel         | hinter Dimitrios Thanopoulos, Griechenland, vor Peter Danner, Österreich                                                       |
| 1983 | 9.    | „Pytlasinski“-Memorial in Warschau                             | Mittel         | nach Niederlage gegen Salomäki, Finnland, Sieg über Wieczorkiewicz, Polen u. Niederlage gegen Holeny, CSSR                     |
| 1983 | 6.    | WM in Kiew                                                     | Mittel         | mit Sieg über Anton Marchl, Österreich, Freilos u. Niederlagen gegen Jarmo Övermark, Finnland u. Taimuras Abchasawa            |
| 1984 | 4.    | „Werner-Seelenbinder“-Turnier in Leipzig                       | Mittel         | hinter Taimuras Abchasawa, Gennadi Korban u. Tschutschalow, alle UdSSR, vor Fischer u. Rolleczek, bde. DDR                     |
| 1984 | 9.    | OS in Los Angeles                                              | Mittel         | mit einem Sieg über Anton Marchl u. Niederlagen gegen Momir Petković u. Dimitrios Thanopoulos                                  |
| 1985 | 5.    | Großer Preis der BRD in Aschaffenburg                          | Mittel         | hinter Taimuras Abchasawa, Hans-Hermann Strauß, BRD, Bogdan Daras, Polen u. Sorin Herțea, Rumänien                             |
| 1985 | unpl. | WM in Kolbotn/Norwegen                                         | Mittel         | nach Niederlagen gegen Klaus Mysen und Jarmo Övermark                                                                          |
| 1986 | 2.    | Großer Preis der BRD in Freiburg                               | Mittel         | hinter Taimuras Abchasawa, vor Bogdan Daras, Roger Gössner, BRD u. Magnus Fredriksson, Schweden                                |
| 1986 | unpl. | EM in Athen                                                    | Mittel         | nach Niederlagen gegen Ernesto Razzino, Italien (2:2 techn. Punkte) und Bogdan Daras                                           |

## Deutsche Meisterschaften
| Jahr | Platz | Altersgruppe       | Gewichtsklasse | Ergebnis |
| 1977 | 1.    | A-Jugend (Juniors) | bis 75 kg KG   | vor Wolfgang Rechle, ASV Nendingen u. Jens Pütter, TSG Herdecke                                                     |
| 1979 | 1.    | Junioren (Espoirs) | Welter         | vor Werner Winheim, Unterdürrbach u. Achim Gehring, Ludwigshafen am Rhein                                           |
| 1980 | 4.    | Senioren           | Mittel         | hinter Kurt Spaniol, KSV Köllerbach, Hans-Joachim Klötzing, KSV Witten 07 u. Bernhard Rothard, KSV Wiesental        |
| 1981 | 7.    | Senioren           | Mittel         | Sieger: Kurt Spaniol vor Franz Josef Esser, Essen u. Anton Kunkel, AC Goldbach                                      |
| 1982 | 2.    | Senioren           | Mittel         | hinter Kurt Spaniol, vor Adrian Brädle, ASV Urloffen                                                                |
| 1983 | 1.    | Senioren           | Mittel         | vor Kurt Spaniol u. Lothar Ruch, TuS Aldenhoven                                                                     |
| 1984 | 2.    | Senioren           | Mittel         | hinter Lothar Ruch, vor Manfred Häfner, Elgershausen                                                                |
| 1985 | 5.    | Senioren           | Mittel         | hinter Jan Dolgowicz, KSV Aalen, Andreas Steinbach, KSV Lahr-Kuhbach, Hans-Hermann Strauß, KSV Aalen u. Lothar Ruch |
| 1986 | 1.    | Senioren           | Mittel         | vor Frank Weniger, KSV Witten 07, Roger Gössner, KSV Wiesental, Andreas Steinbach u. Hans-Hermann Strauß            |
| 1987 | 3.    | Senioren           | Mittel         | hinter Roger Gössner u. Hans-Hermann Strauß                                                                         |
| 1988 | 3.    | Senioren           | Mittel         | hinter Roger Gössner u. Thomas Zander, KSV Aalen                                                                    |

Anm.: alle Wettbewerbe im griechisch-römischen Stil, OS = Olympische Spiele, WM = Weltmeisterschaften, EM = Europameisterschaften Weltergewicht, damals bis 74 kg, Mittelgewicht, damals bis 82 kg Körpergewicht